# Шарл
Шарл (фр. Charlas) насеље је и општина у јужној Француској у региону Миди Пирене, у департману Горња Гарона која припада префектури Сен Годан.
По подацима из 2011. године у општини је живело 221 становника, а густина насељености је износила 19,52 становника/km². Општина се простире на површини од 11,32 km². Налази се на средњој надморској висини од 345 метара (максималној 447 m, а минималној 267 m).

## Демографија
| 1962. | 1968. | 1975. | 1982. | 1990. | 1999. | 2011. |
| ----- | ----- | ----- | ----- | ----- | ----- | ----- |
| 212   | 249   | 222   | 221   | 196   | 189   | 221   |

График промене броја становника у току последњих година